# Thomas David
Pour les articles homonymes, voir David.
Thomas David est né le 2 avril 1948 à Pontypridd (Pays de Galles). C’est un ancien joueur de rugby à XV, qui a joué avec l'équipe du Pays de Galles de 1973 à 1976, évoluant au poste de troisième ligne aile. 

## Carrière
Il a disputé son premier test match le 24 mars 1973, contre l'équipe de France, et son dernier test match fut aussi contre la France, le 6 mars 1976.

## Palmarès
- Sélections en équipe nationale : 4
- Sélections par année : 2 en 1973, 2 en 1976
- Tournois des Cinq Nations disputés : 1973, 1976
- Grand Chelem en 1976